# Melayu Besar
Melayu Besar is een bestuurslaag in het regentschap Rokan Hilir van de provincie Riau, Indonesië. Melayu Besar telt 7649 inwoners (volkstelling 2010).